# Rosa pubicaulis
Rosa pubicaulis es una especie de planta del género Rosa, de la familia Rosaceae.

## Taxonomía
Rosa pubicaulis fue descrita por Galushko en 1960.

## Distribución
Se encuentra en el territorio del Cáucaso septentrional.